# Monotropa uniflora
Monotropa uniflora ist eine Pflanzenart aus der Gattung Monotropa in der Unterfamilie Monotropoideae innerhalb der Familie der Heidekrautgewächse (Ericaceae). In der Gattung Monotropa gibt es nur zwei Arten, die zweite Art, der Fichtenspargel (Monotropa hypopitys L.) kommt auch in Mitteleuropa vor. Ursprünglich wurde die Gattung Monotropa in eine eigene Familie Fichtenspargelgewächse (Monotropaceae) gestellt.

## Beschreibung

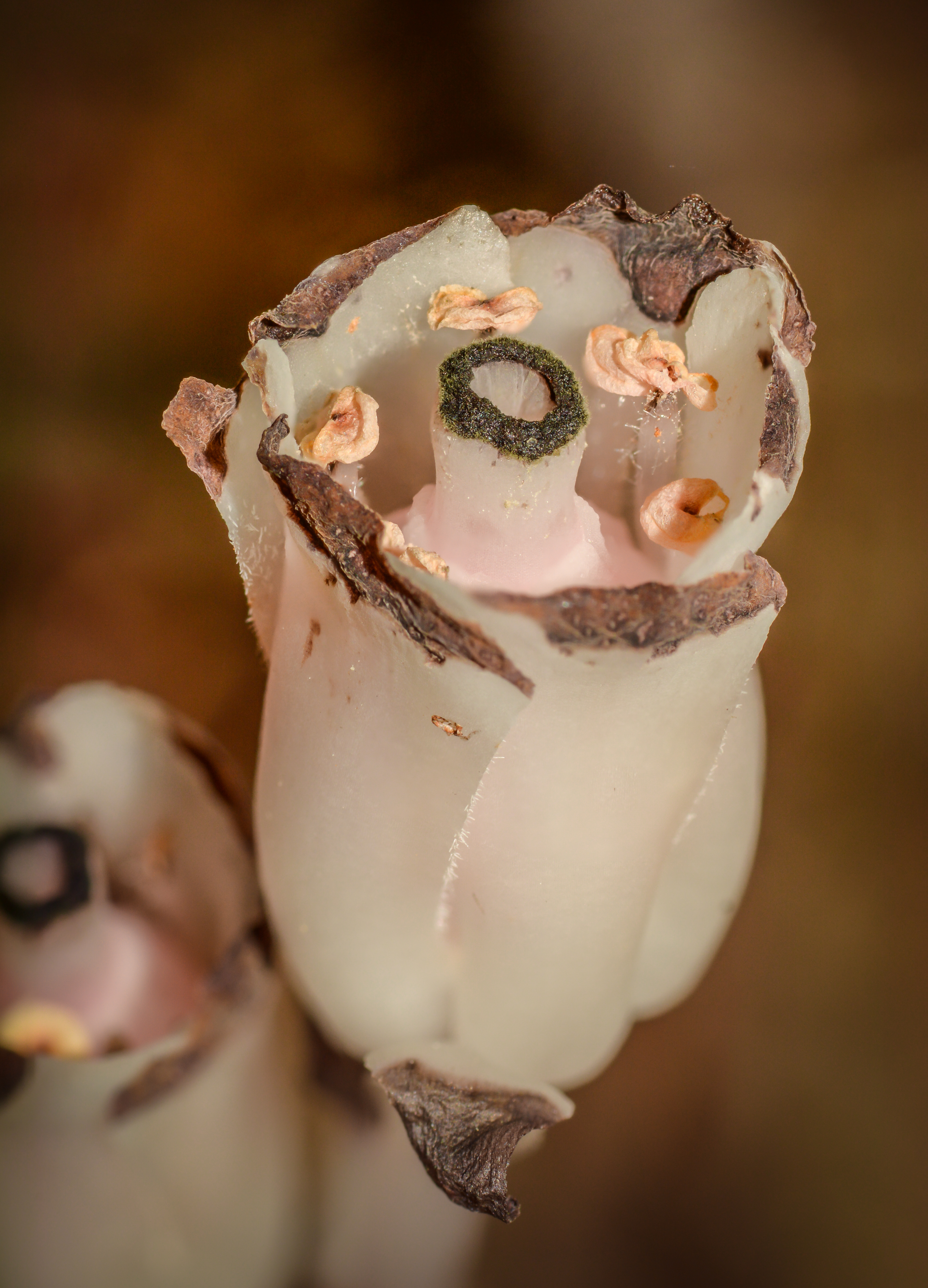
Makroaufnahme der Blüte

### Vegetative Merkmale
Monotropa uniflora ist eine ausdauernde, krautige Pflanze, die ein Rhizom zur Überdauerung ausbildet. Die Pflanzen enthalten kein Chlorophyll, sondern parasitieren auf ihren Wurzelpilzen (Mykoheterotrophie). Diese Art unterscheidet sich durch die weiße bis rosafarbene Farbe der fleischigen, wachsartigen Stängel und Blütenstände von fast allen anderen Gefäßpflanzen. Selten kommen kräftig rote Exemplare vor. Die oberirdischen Pflanzenteile sind meist kahl. Die Pflanzenteile werden beim Trocknen schwarz.
Die Blätter sind zu 5 bis 10 Millimeter langen Schuppen reduziert.

### Generative Merkmale
Am Ende des 10 bis 30 Zentimeter langen Stängels befindet sich nur eine Blüte, was eine gewisse Ähnlichkeit zur nahe verwandten Art Monotropastrum humile darstellt und die Unterscheidung zur Schwesterart Monotropa hypopitys. Die Blüten sind meist 10 bis 15 Millimeter lang und drei- bis achtzählig.
Die aufrechte Kapselfrucht ist bei einer Länge von 1 bis 1,5 Zentimetern ellipsoid-kugelförmig und enthält mehrere tausend Samen.
Die mit einer Länge von etwa 0,1 Millimeter sehr kleinen Samen sind länglich. Der Embryo ist hochgradig reduziert und besteht nur aus vier Zellen; das Endosperm besteht aus lediglich neun Zellen.

### Chromosomensatz
Die Chromosomengrundzahl beträgt x = 8; es kommt Tetraploidie oder Hexaploidie vor, mit einer Chromosomenzahl von 2n = 32 oder 48.

## Ökologie
Im Unterschied zu den meisten anderen Pflanzen bilden Monotropa-Arten kein Chlorophyll. Als Epiparasiten erhalten sie ihre Nährstoffe über Mykorrhiza-Pilze von Bäumen und Sträuchern in der Nähe. Monotropa-Arten sind nicht vom Sonnenlicht abhängig und können dementsprechend an sehr dunklen Standorten im Unterholz wachsen, oft in Nähe von Buchen.
Wie die meisten mykoheterotrophen Pflanzen kommt Monotropa uniflora immer nur in Zusammenhang mit wenigen bestimmten Wirten vor, die alle zur Familie Russulaceae gehören.

## Englischsprachige Trivialnamen
englisch Ghost Plant, Ghost Pipe, Indian Pipe, Corpse Plant

## Verbreitung
Das Verbreitungsgebiet von Monotropa uniflora ist disjunkt. Sie kommt in Udmurtiya im Europäischen Teil Russlands, in Asien (China, Tibet, Bangladesh, Bhutan, Nepal, Sikkim, Indien, Japan, Korea, vielleicht Myanmar) vor und ist von Nord- über Zentral- bis ins nördlichen Südamerika verbreitet.
Monotropa uniflora ist generell selten.

## Bilder vonMonotropa uniflora

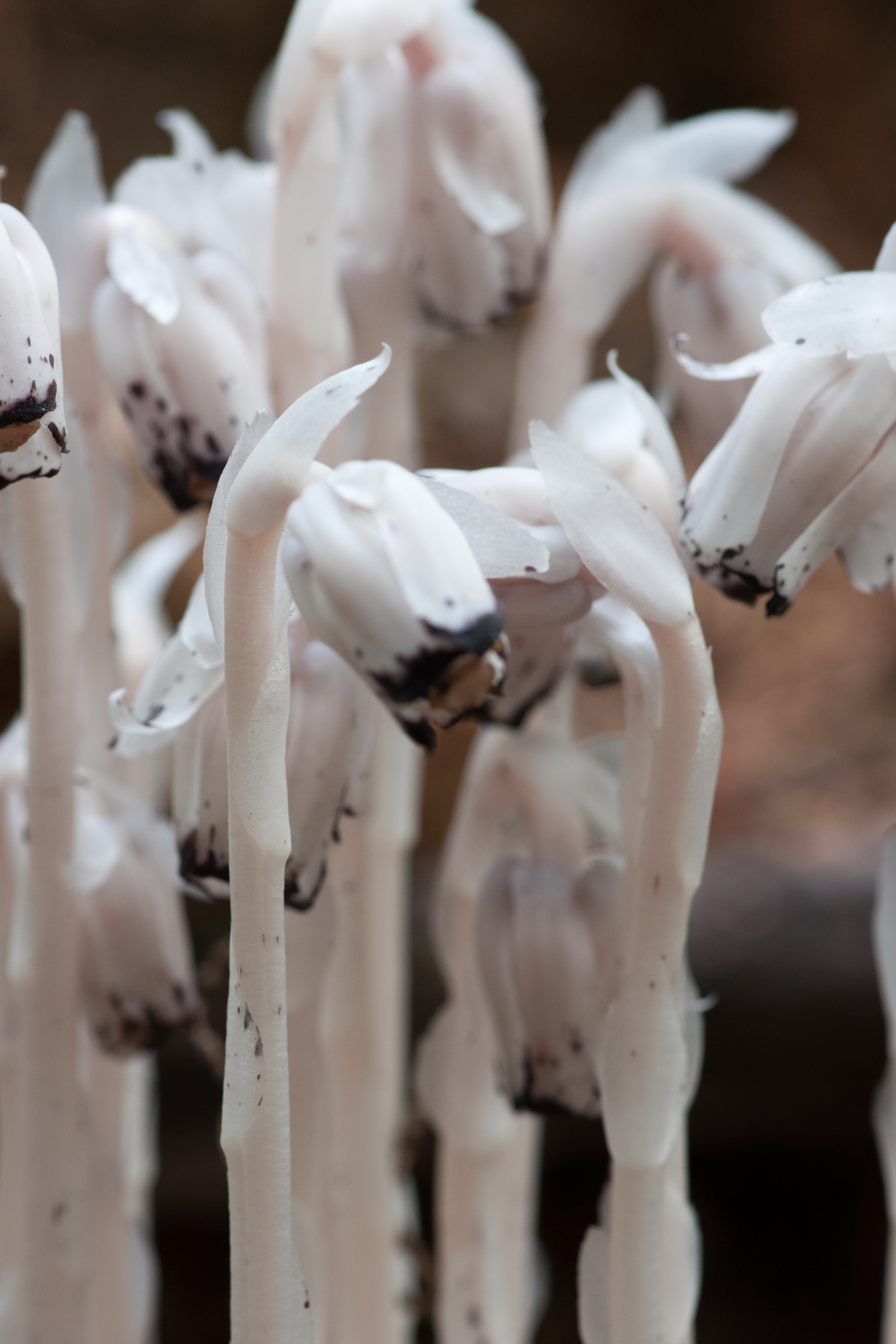
Detail des Stängels
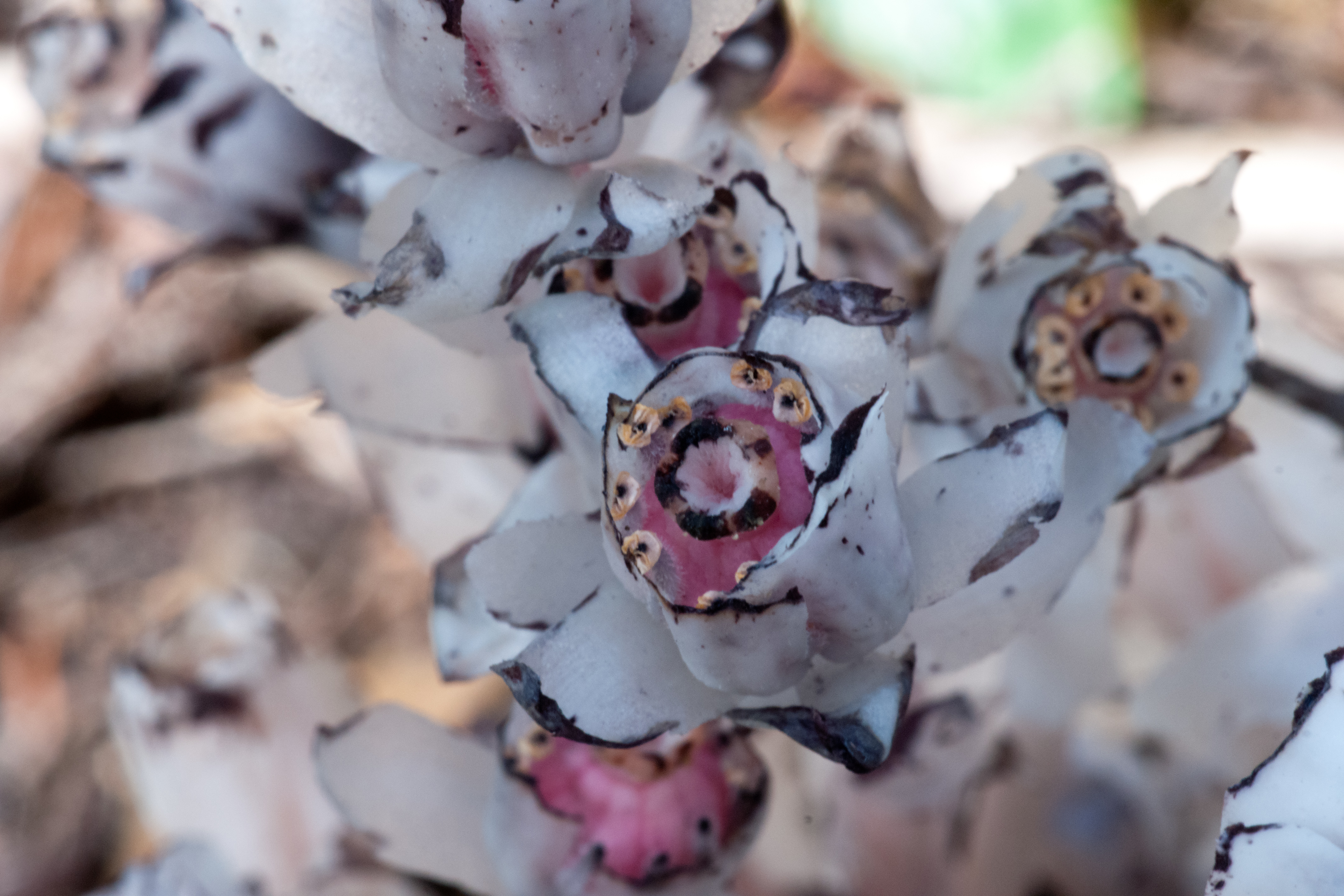
Blüte
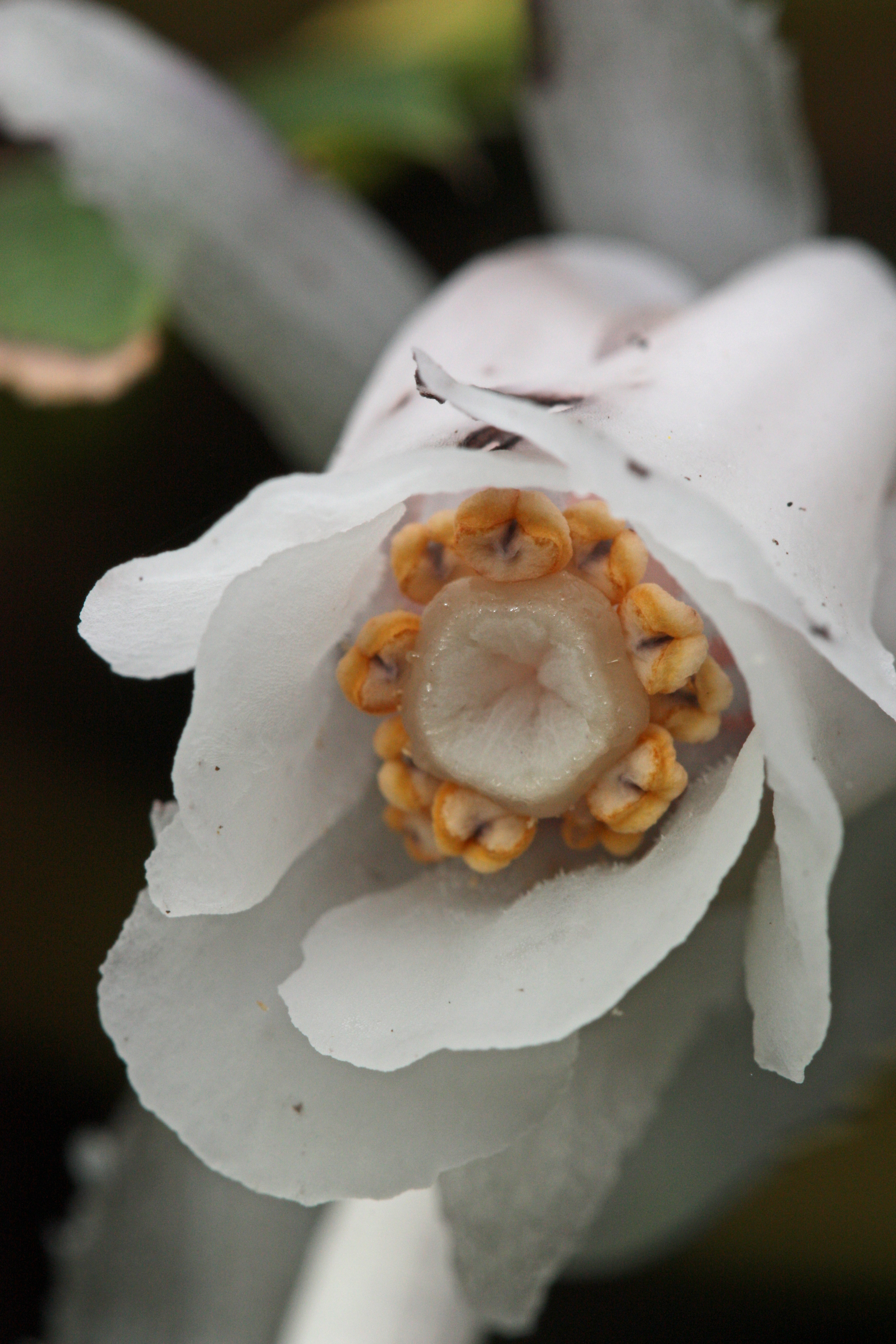
Jede der zehn Staubbeutel öffnet sich durch zwei Schlitze.
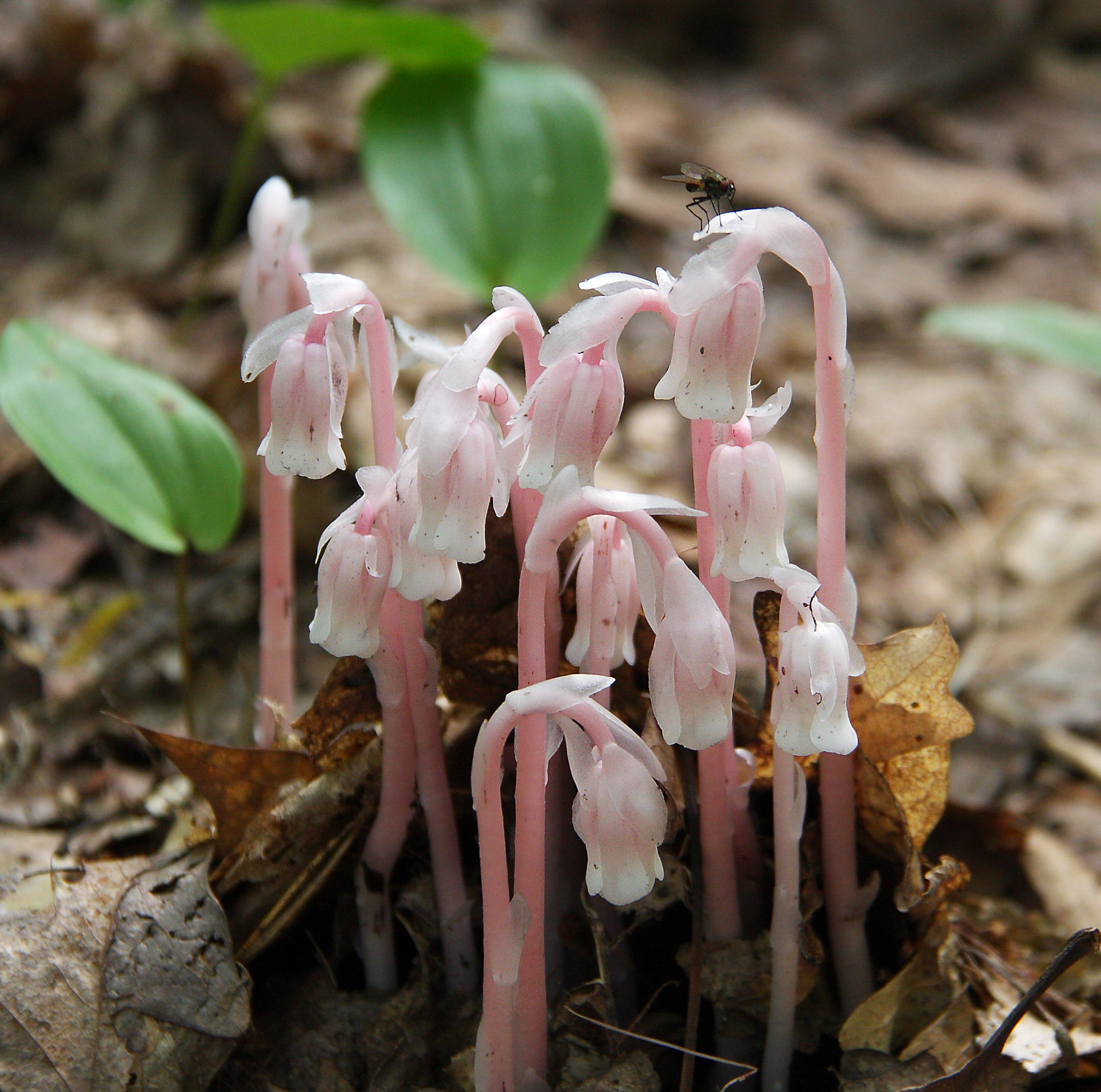
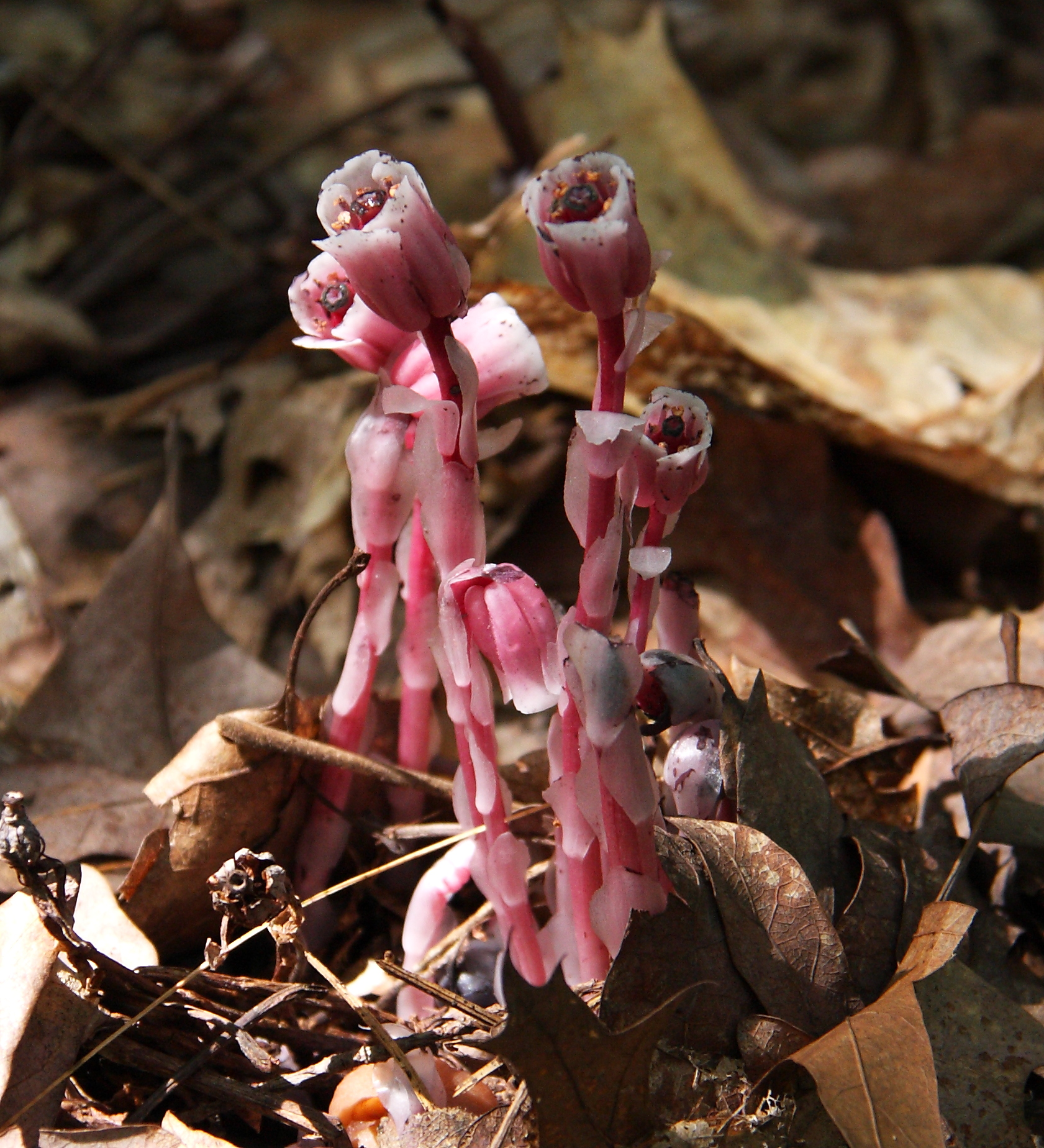
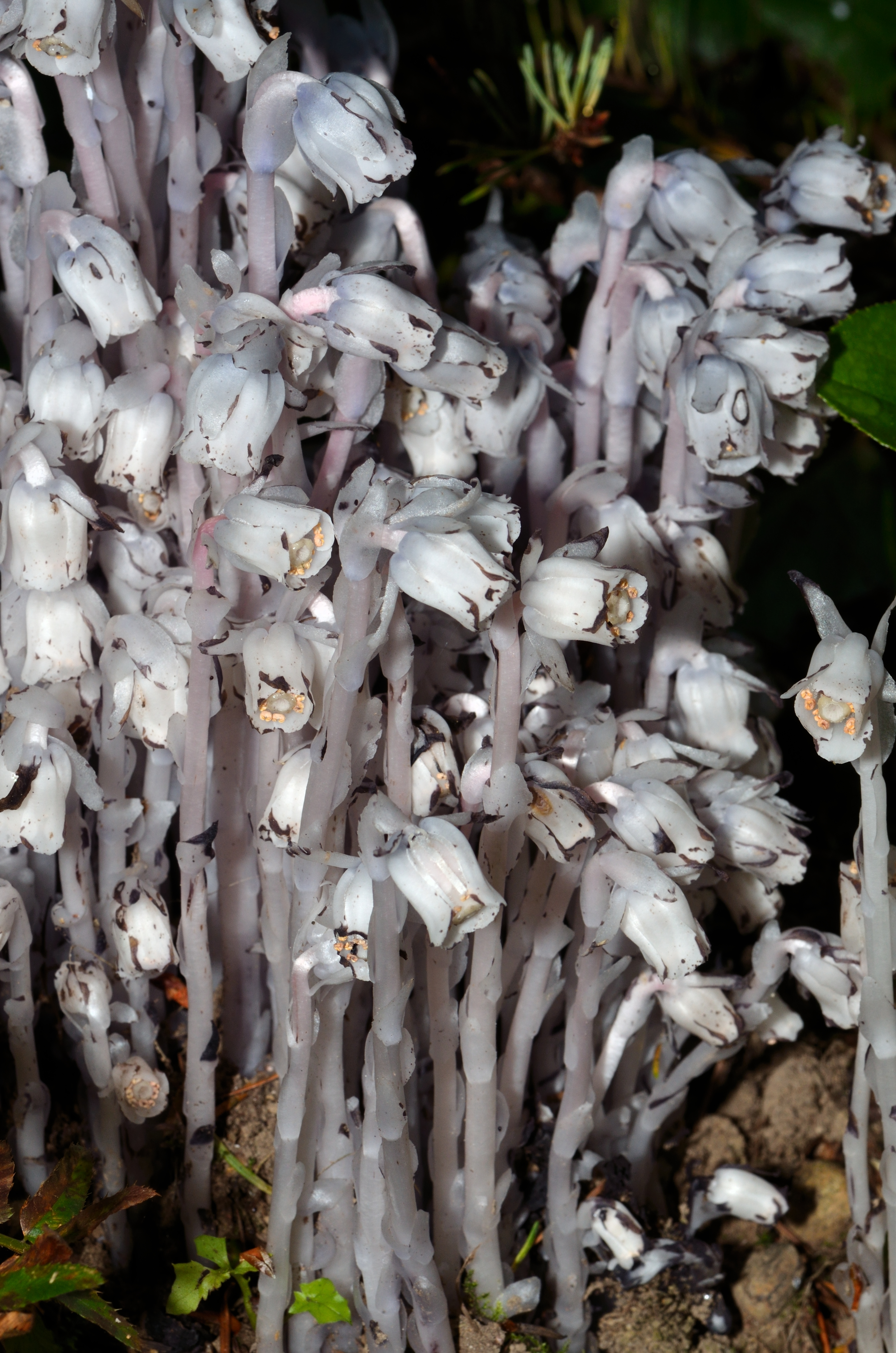
Großer Horst im Camano Island State Park.